# Happy Channel
Happy Channel è stata un'emittente satellitare italiana che ha trasmesso dall'8 marzo 1998 al 1º gennaio 2006. Fino al 2003 era compresa nell'offerta della piattaforma TELE+, convogliando in Sky Italia fino al termine delle trasmissioni, avvenuta il 1º gennaio 2006 a causa di una ridefinizione contrattuale tra Mediaset e Sky.

## Storia

### La nascita e il ruolo nel panorama televisivo
È stato il primo canale gestito dalla RTI New Media, società del gruppo Mediaset, che ha avviato le sue trasmissioni sulla piattaforma digitale satellitare D+, la sera di domenica 8 marzo 1998, con la messa in onda del film Due irresistibili brontoloni, per il ciclo "Hollywood Boulevard" riservato ai film statunitensi.
Il palinsesto era dedicato a trasmissioni e film votati al sorriso; nel primo periodo di trasmissione, l'emittente proponeva il ciclo "Canzoni e sorrisi", che nella prima serata del mercoledì proponeva diversi musical statunitensi tra cui Sette spose per sette fratelli, un ciclo di commedie anni cinquanta nella fascia preserale e i cicli della serie "Professione comico", nell'ambito dei quali venivano trasmesse le filmografie di grandi attori del cinema italiano come Alberto Sordi, Nino Manfredi e Ugo Tognazzi. Erano presenti anche diversi telefilm, sitcom e varietà andati in onda in passato sulle reti Mediaset, come ad esempio Drive In, e ampio spazio è stato riservato alle autoproduzioni dedicate al cabaret, tra cui la trasmissione Cocos Locos, condotta da Demo Mura, Pillole di Natale, Space Girls.
Nel corso degli anni, la programmazione della trasmissione si è evoluta proponendo una buona quantità di vecchi varietà Mediaset tra cui ebbe particolare risonanza lo show erotico Colpo grosso (che per anni aveva coperto la fascia della seconda serata dell'emittente), Non è la Rai, Il gioco dei 9, telefilm prodotti sempre da Mediaset come I ragazzi della 3ª C, Casa Vianello, College, Classe di ferro, nuovi cicli di film dedicati al cinema in bianco e nero o a singoli attori ma anche produzioni autonome, come Space Girls, Fuori di testa, Passami la gomma, Duri Quotidiani con Antonella Elia, Showgirls (che ha sostituito le repliche di Colpo Grosso), e addirittura la prima sitcom interamente realizzata da un canale tematico, Call center, con Beatrice Luzzi.
L'emittente ha inizialmente coperto solo 19 ore giornaliere, comprese tra le 7 del mattino alle 2 di notte, fino al passaggio dell'emittente nel bouquet di Sky avvenuto il 31 luglio 2003, in coincidenza del quale ha coperto l'intera giornata.
Il canale è stato diretto dalla partenza fino al suo spegnimento, avvenuto all'alba del 1º gennaio 2006, da Carlo Vetrugno (in passato direttore di Italia 1 e Rete 4).

### Logo e grafiche
Il logo dell'emittente era uno smile giallo con ombrature bianche e nere nella parte bassa, e animato da una bocca rossa (a forma di C) e due occhi blu (a forma di H), che rappresentavano le iniziali dell'emittente. La grafica dei promo invece è stata modificata un'unica volta: nella prima il logo rappresentava la parte centrale di una margherita, mentre nella seconda, utilizzata fino alla chiusura, veniva rappresentata un'atmosfera "spaziale". In occasione delle festività natalizie, le grafiche si adattavano proponendo un'atmosfera adatta al periodo.

### La chiusura e la ridistribuzione dei contenuti
Le trasmissioni di Happy Channel terminarono alle 7:00 del 1º gennaio 2006, dopo una replica di Magic (programma autoprodotto e condotto da Giorgio Mastrota), a causa della trasformazione del contratto tra Mediaset e Sky in cessione di diritti. Insieme a Happy Channel altri tre canali hanno cessato la loro attività: Italia Teen Television, MT Channel e Duel TV, altre emittenti confezionate da Mediaset appositamente per il pubblico satellitare. Alcuni dei programmi in onda su queste emittenti sono stati riproposti su canali proposti da Sky: nel caso di Happy Channel, alcune repliche di Scherzi a parte sono apparse nel palinsesto del canale SKY Show o le puntate della telenovela Betty la fea su Lady Channel.
Dopo qualche mese dalla chiusura del canale, Mediaset annunciò un imminente esordio sul digitale terrestre dei canali gratuiti Iris e Bis, dedicato alla riproposizione di vecchi show, che venne identificato come una riproposizione in chiaro di Happy Channel. Tuttavia di questi due canali solo il primo iniziò le trasmissioni. Dal 1º dicembre 2008, Mediaset è tornata attiva sulla piattaforma del satellite con Mediaset Plus, programma che ripropone gli show contemporanei in differita di alcune ore o giorni. Nel periodo estivo sono stati programmati anche show passati come Ciao Darwin, così come avveniva su Happy Channel. L'esperienza si è tuttavia rivelata più breve della precedente, tanto che l'emittente è stata spenta il 1º luglio 2011, dopo appena due anni e mezzo di trasmissioni.
Nel 2010, in contemporanea con la scadenza dei termini contrattuali che permettevano a Sky di possedere la library che alimentava l'emittente, Mediaset ha proposto il canale per il digitale terrestre Mediaset Extra, che ha in parte ereditato la caratteristica di "memoria storica" di Mediaset da parte di Happy Channel ospitando nel suo palinsesto anche alcuni programmi da questo precedentemente proposti, come Bravo Bravissimo, La sai l'ultima?, Il brutto anatroccolo, Ciro, il figlio di Target e Non è la Rai, e sitcom come Due per tre e Finalmente soli.

## Programmi replicati su Happy Channel
- Arrivano i nostri
- Attenti a noi due
- Babilonia
- Ballo, amore e fantasia
- Beato tra le donne
- Bellezze al bagno
- Bellezze sulla neve
- Belli freschi
- Bim Bum Bam
- Bravo Bravissimo
- Canzoni sotto l'albero
- C'eravamo tanto amati
- Chi ha incastrato Peter Pan?
- Ciao Darwin
- Ciro, il figlio di Target
- Colpo di fulmine
- Colpo Grosso[5]
- Dibattito!
- Dillo a Wally
- Doppio slalom[6]

- Drive In
- Help!
- I ragazzi irresistibili
- Ieri e oggi in TV
- Il brutto anatroccolo
- Il gatto e la volpe
- Il gioco dei 9[6]
- Il gioco delle coppie
- Il pranzo è servito
- Il principe azzurro
- Il TG delle vacanze
- L'araba fenice
- La ruota della fortuna
- La sai l'ultima?[6]
- La stangata - Chi la fa l'aspetti!
- Lupo solitario
- Magico David
- Matricole
- Matricole & Meteore
- Meteore
- Non è la Rai[6]

- Odiens
- Ok, il prezzo è giusto!
- Passaparola
- Provini
- Quo vadiz?
- Raffaella Carrà Show
- Rock 'n' Roll
- Sandra e Raimondo Show
- Sarabanda
- Scene da un matrimonio
- Scherzi a parte
- Sotto a chi tocca
- Striscia la notizia
- Televiggiù
- The Planet's Funniest Animals
- Titolo
- Tra moglie e marito
- Trisitors
- Urka!
- Yogurt - Fermenti attivi
- Zelig
- Zig Zag

## Telefilm replicati su Happy Channel
- Benny Hill Show
- Betty la fea
- Camera Café
- Caro maestro
- Casa Vianello
- Classe di ferro
- College
- Don Luca
- Don Tonino
- Due per tre

- Ecomoda
- Finalmente soli
- Finché c'è ditta c'è speranza
- George e Mildred
- I misteri di Cascina Vianello
- Io e la mamma
- I ragazzi della 3ª C
- I-taliani
- I vicini di casa

- Leo e Beo
- Ma il portiere non c'è mai?
- Nonno Felice
- Primi Baci
- Professione fantasma
- Questa casa non è un albergo
- Sei forte maestro
- Tutti gli uomini sono uguali
- Tutti amano Raymond
- Ugo
- Will & Grace

## Cartoni animati replicati su Happy Channel
- Grande, piccolo Magoo
- I Simpson

## Programmi autoprodotti
- Duri quotidiani
- Happy Italy
- Space Girls
- Showgirls
- Happy Dictionary
- Bubble TV
- I Caruso - Sit-show a Little Italy
- Cocos locos
- Star Parade
- Un mondo di risate

- Passami la gomma
- Ottanta voglia di ridere
- Be Happy!
- Presi diretti
- Ridi ridi
- Shorty and Spotty
- Sottosopra
- Radio Music Hall
- Miscion
- Memories

- Mandi e Maddi candid camera club
- Fuori di testa
- Happy Cab
- Call center
- Clap Clap
- Magic
- Non è la Rai - speciale
- Chi ha rubato la cometa (Epifania 2003)[11]
- Risate doni e panettoni (Natale 2002)[11]

## Cicli di film
- "Hollywood Boulevard"
- "Professione comico"
- "Canzoni e sorrisi"
- "Albertone!" (ciclo dedicato ai film di Alberto Sordi)
- "Ciccio & Franco" (ciclo dedicato ai film di Franco & Ciccio)
- "Porcellini" (ciclo dedicato alle commedie erotiche italiane)
- "Totò! Totò!" (ciclo dedicato ai film di Totò)
- "Eravamo in bianco e nero" (ciclo dedicato alle commedie in bianco e nero)
- "Sorrisi a stelle e strisce" (ciclo dedicato alle commedie americane)